# Країни, які межують з Європейським Союзом
Список країн, які межують з Європейським Союзом.
- Албанія (потенційний кандидат; межує з Грецією)
- Андорра (межує з Іспанією та Францією)
- Бразилія (межує з Францією)
- Білорусь (межує з Латвією, Литвою та Польщею)
- Боснія і Герцеговина (потенційний кандидат; межує із Хорватією)
- Ватикан (межує з Італією)
- Велика Британія (колишній член; межує із Ірландією)
- Ліхтенштейн (межує з Австрією)
- Монако (межує з Францією)
- Північна Македонія (кандидат; межує з Болгарією та Грецією)
- Марокко (межує з Іспанією)
- Молдова (межує з Румунією)
- Норвегія (межує з Фінляндією та Швецією)
- Росія (межує з Естонією, Латвією, Литвою, Польщею та Фінляндією)
- Сан-Марино (межує з Італією)
- Сербія (кандидат; межує з Болгарією, Румунією, Угорщиною та Хорватією)
- Суринам (межує з Францією)
- Туреччина (кандидат; межує з Болгарією та Грецією)
- Україна (межує з Польщею, Румунією, Словаччиною та Угорщиною)
- Чорногорія (кандидат; межує із Хорватією)
- Швейцарія (межує з Австрією, Італією, Німеччиною та Францією)